# Nácor Burgos

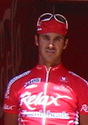
Nacor Burgos 2005

Nácor Burgos (* 9. April 1977 in Ávila) ist ein spanischer Radrennfahrer.
Nácor Burgos begann seine Radsport-Karriere 1999. 2000 startete er zum ersten Mal bei der Vuelta a España. Sein bestes Ergebnis dort erzielte er 2002, als er 35. im Gesamtklassement wurde. 2003 wurde er 15. bei der Vuelta a La Rioja und schaffte es dabei einmal auf Platz zwei einer Etappe. 2006 steht er bei Relax-Gam unter Vertrag. Bei der Tour of Qinghai Lake wurde er Dritter der Gesamtwertung. Die Vuelta a España musste er aufgrund einer Sturzverletzung vorzeitig verlassen.